# Карвиці (Дравський повіт)
Карвиці (пол. Karwice, нім. Karwitz) — село в Польщі, у гміні Дравсько-Поморське Дравського повіту Західнопоморського воєводства.
У 1975-1998 роках село належало до Кошалінського воєводства.